# 慕容部
慕容部，魏晋时期鲜卑的部落，其中心氏族為慕容氏。慕容部在中國本土建立了前燕、后燕、西燕、南燕等朝代，另外又分支出吐谷渾。

## 歷史
曹魏初年，首领莫护跋率部迁居辽西，从司马懿讨公孙渊有功，被朝廷拜为率义王，开始在棘城（今辽宁朝阳）之北建城。莫护跋的的孙子慕容涉归，被朝廷封为鲜卑单于，迁居辽东，开始汉化。慕容涉归有二子，长子慕容吐谷浑，西迁河湟；次子慕容廆。西晋太康十年，迁居徒河之青山。元康四年移居大棘城。教以农桑，法制同於中国。永嘉初年，慕容廆自称鲜卑大单于。八王之乱后，慕容部割据辽东，又击败了段部鲜卑、宇文鲜卑，成为东北最大的势力。依然向晋朝朝贡，慕容廆之子慕容皝自称燕王，建立前燕。慕容皝之子慕容儁灭冉魏占领中原，十六国中前燕、后燕、西燕、南燕都是慕容部建立的。

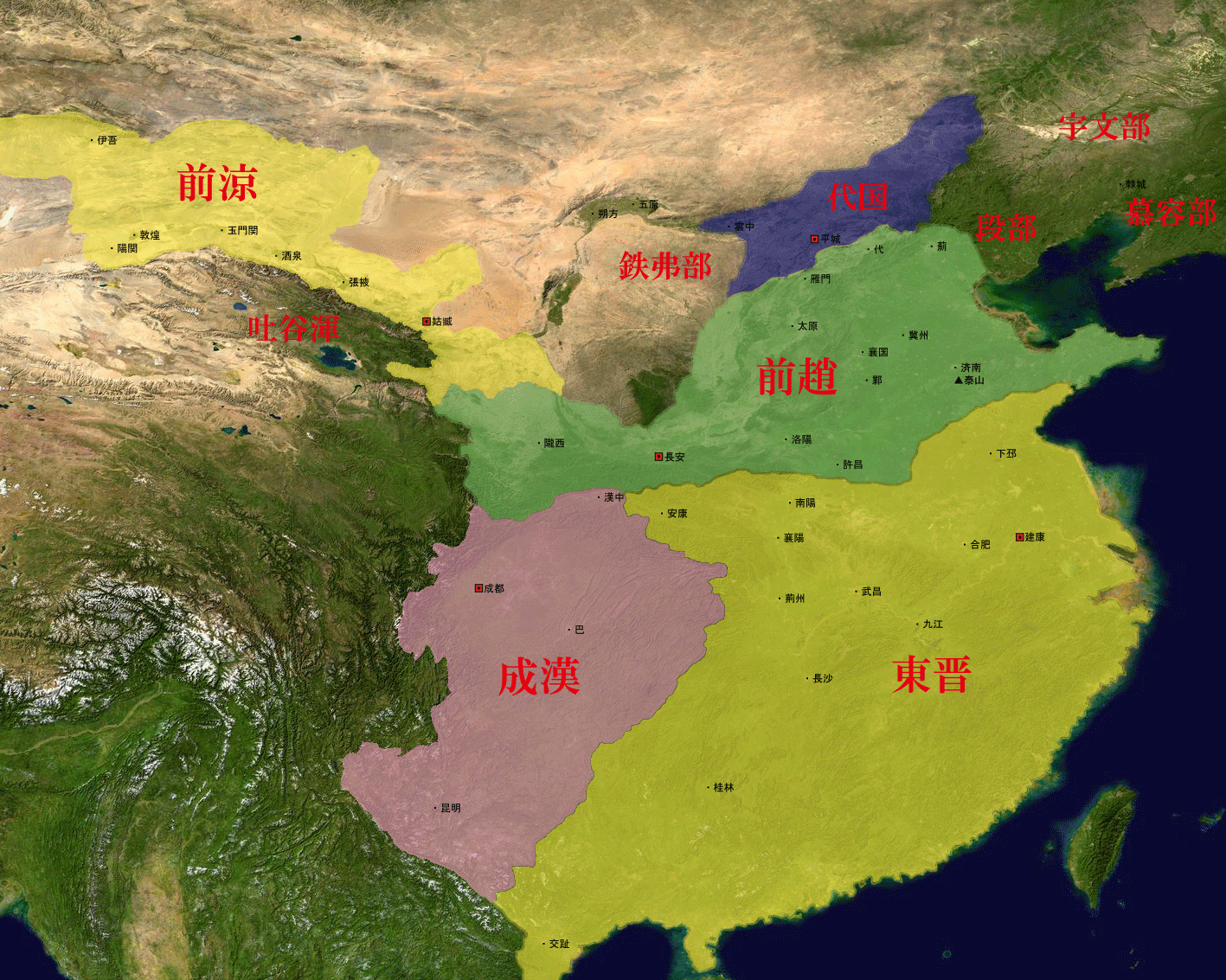
慕容部鮮卑領土範圍

## 名稱來源
慕容這個名稱來源，有幾個說法：一种观点认为源自蒙古语系的「木伦」（本義為河流），与大凌河的旧称白狼水有关。而《晋书》等认为其名称与步摇冠有关，慕容鲜卑的步摇冠，即一类金步摇为主要装饰的冠。